# Rohdea lihengiana
Rohdea lihengiana är en sparrisväxtart som beskrevs av Q.Qiao och C.Q.Zhang. Rohdea lihengiana ingår i släktet Rohdea och familjen sparrisväxter. Inga underarter finns listade i Catalogue of Life.